# Simon Barer
Simon Barer, Barere, ros. Симон Барер (ur. 20 sierpnia?/1 września 1896 w Odessie, zm. 2 kwietnia 1951 w Nowym Jorku) – rosyjski pianista.

## Życiorys
Pochodził z ubogiej rodziny, jako dziecko zarabiał grając w kawiarniach i teatrach. Profesjonalną naukę gry na fortepianie rozpoczął w wieku 11 lat. Studiował w Konserwatorium Petersburskim u Anny Jesipowej i Felixa Blumenfelda. W 1918 roku otrzymał nagrodę im. Antona Rubinsteina. W latach 20. XX wieku występował w ZSRR. W 1929 roku osiadł w Berlinie. W 1934 roku grał w Londynie, a w 1938 roku w Nowym Jorku. Po wybuchu II wojny światowej wyemigrował do Szwecji. Po 1945 roku wznowił koncertowanie. Zmarł w nowojorskiej Carnegie Hall podczas wykonania Koncertu fortepianowego Edvarda Griega z Philadelphia Orchestra pod batutą Eugene’a Ormandy’ego. Przyczyną śmierci był krwotok śródmózgowy.
W jego repertuarze znajdowały się utwory Chopina, Skriabina, Liszta, Bałakiriewa, Schumanna i Rachmaninowa.